# Maxomys alticola
Maxomys alticola  (Thomas, 1888) è un roditore della famiglia dei Muridi, endemico dell'Isola del Borneo.

## Descrizione

### Dimensioni
Roditore di medie dimensioni, con lunghezza della testa e del corpo tra 139 e 176 mm, la lunghezza della coda tra 128 e 180 mm, la lunghezza del piede tra 32 e 37 mm e la lunghezza delle orecchie tra 17 e 22 mm.

### Aspetto
La pelliccia è corta e spinosa. Le parti superiori sono grigio-bluastre, mentre le parti ventrali sono bianco-giallastre. La linea di demarcazione lungo i fianchi è indistinta. La coda è lunga quanto la testa ed il corpo, è marrone sopra, bianco-giallastra sotto ed è finemente ricoperta di peli. Le femmine hanno un paio di mammelle pettorali, un paio post-ascellari e due paia inguinali.

## Biologia

### Comportamento
È una specie terricola.

### Alimentazione
Si nutre di formiche ed altri piccoli animali.

## Distribuzione e habitat
Questa specie è endemica dei monti Kinabalu e Trus Madi, nel Borneo settentrionale. 
Vive in foreste tropicali montane e collinari.

## Conservazione
La IUCN Red List, considerato che nonostante l'areale ristretto, questa specie è localmente comune e abbondante, classifica M. alticola come specie a rischio minimo (Least Concern).